# 청춘 버스가이드/라이벌
청춘 버스가이드/라이벌(青春バスガイド/ライバル)은 2009년 6월 3일 발매된 Berryz코보의 20번째 싱글이다.

## 트랙리스트
1. 청춘 버스가이드 (青春バスガイド)
  - 이나즈마 일레븐의 엔딩
2. 라이벌 (ライバル)
3. 청춘 버스가이드 (青春バスガイド) (Instrumental)
4. 라이벌 (ライバル) (Instrumental)